# Świsłoczany
Świsłoczany (biał. Свіслочаны) – wieś w Polsce położona w województwie podlaskim, w powiecie białostockim, w gminie Gródek.

## Opis
Od 19 lutego 1921 roku w województwie białostockim, w powiecie grodzieńskim, w gminie Hołynka.
Według Powszechnego Spisu Ludności z 1921 roku zamieszkiwało tu 169 osób, wśród których 158 było wyznania prawosławnego, 10 mojżeszowego i 1 rzymskokatolickiego. Jednocześnie 157 mieszkańców zadeklarowało białoruską przynależność narodową, 10 żydowską, a 2 polską. Było tu 37 budynków mieszkalnych.
W latach 1975–1998 miejscowość administracyjnie należała do województwa białostockiego. W pobliżu wsi przepływa Kołodzieżanka, dopływ Świsłoczy.
W związku z kryzysem migracyjnym na granicy z Białorusią, jaki nastąpił w połowie 2021 r., miejscowość i okolice objęte zostały stanem wyjątkowym.
Mieszkańcy wyznania prawosławnego należą do parafii św. Apostoła Jana Teologa w Mostowlanach.